# 吳豪人
吳豪人（1964年—）是一名台灣法學家、歷史學家、政治學家，專攻法理學、法律社會學、法制史、人權思想。現為輔仁大學法律學院法律學系教授、《新新聞》「白目豆沙包」專欄作家、西藏台灣人權連線理事，曾任台灣人權促進會會長。。
吳出生於桃園市，早年畢業於國立政治大學法律學系，後來在京都大學取得法學博士，師從河上倫逸。其胞兄吳叡人同為臺灣1知名政治學家、歷史學家，兩兄弟均積極就各種社會議題發言。由於曾留學日本，與梅森直之、駒込武等日本進步派學者甚為友好，亦為台灣死刑廢除推動者。

## 著作
- 《殖民地的法學者：「現代」樂園的漫遊者群像》，國立臺灣大學出版中心，2017年，ISBN 978-9863502265
- 《「野蠻」的復權：臺灣原住民族的轉型正義與現代法秩序的自我救贖》，春山出版，2019年，ISBN 978-9869735933

## 人權運動參與

### 香港
除了台灣人權外，吳豪人亦曾對香港民主運動表達支持。於反對逃犯條例修訂草案運動期間，約三十個台派團體組成的「守民主護台灣大聯盟」於11月17日在中正紀念堂自由廣場舉辦的撐香港要自由演唱會，吳上台發表演講，回憶當年看到六四天安門事件時，他人在當兵，當時整個營區都沸騰。今日再次目睹中國共產黨指揮香港警察，並直指中國共產黨「恬然無恥的持續攻擊、殺戮、強盜香港的學生跟人民」。

## 資料來源
1. 1 2  . www.laws.fju.edu.tw.   [2020-01-02]. （原始内容存档于2021-05-26）.
2. 1 2  . 中央通訊社.   [2020-01-02]. （原始内容存档于2019-11-28） （中文（臺灣））.